# Ornithidium aureum
Ornithidium aureum är en orkidéart som beskrevs av Eduard Friedrich Poeppig och Stephan Ladislaus Endlicher. Ornithidium aureum ingår i släktet Ornithidium och familjen orkidéer. Inga underarter finns listade i Catalogue of Life.

## Bildgalleri

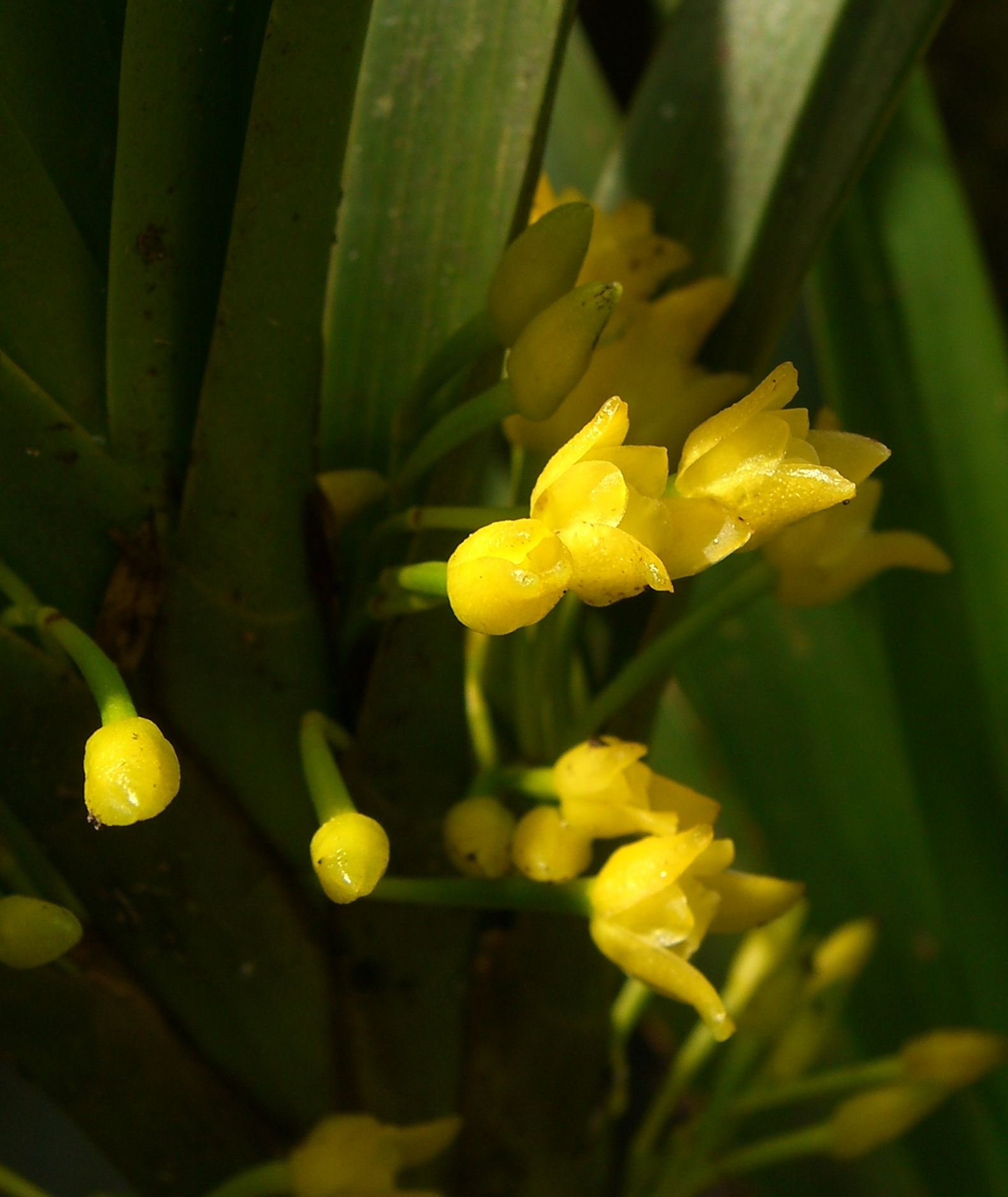